# 부천시 갑
부천시 갑은 대한민국의 국회의원 선거구이다. 경기도 부천시 원미구의 일부 지역과 부천시 오정구의 전 지역을 관할한다. 현직 국회의원은 더불어민주당의 서영석이다.

## 역사
2016년 7월 4일을 기해 부천시가 일반구인 원미구, 소사구, 오정구를 폐지했다. 이에 대한민국 제21대 국회의원 선거를 앞두고 부천시 원미구 갑 선거구가 부천시 갑 선거구로 명칭이 변경되었다.
2022년 제22대 국회의원 선거를 앞두고 부천시 지역의 선거구가 개편되면서 기존의 소사동, 역곡1동, 역곡2동을 부천시 병 선거구로 넘기고 폐지되는 부천시 정 선거구의 전 지역을 편입하였다.

## 관할 구역
| 대수  | 관할 구역                                                                                    |
| ----- | -------------------------------------------------------------------------------------------- |
| 21대  | 부천시 심곡동, 부천동                                                                        |
| 22대~ | 부천시 원미구 심곡1동, 심곡2동, 심곡3동, 원미1동, 원미2동, 춘의동, 도당동 부천시 오정구 일원 |

## 역대 국회의원
| 선거   | 정당 | 정당         | 의원   |
| ------ | ---- | ------------ | ------ |
| 2020년 |      | 더불어민주당 | 김경협 |
| 2024년 |      | 더불어민주당 | 서영석 |

## 역대 선거 결과

### 대한민국 제21대 국회의원 선거
|  | 59.17% |

|  | 36.07% |

|  | 3.69% |

|  | 1.05% |

### 대한민국 제22대 국회의원 선거
|  | 61.13% |

|  | 38.86% |